# Mstislav I di Kiev
Mstislav I Vladimirovič o Volodymyrovyč, detto il Grande (nella Saga norrena Harald, in russo Мстислав Владимирович Великий?; in ucraino Мстислав I Володимирович Великий?) (Turaŭ, 1º giugno 1076 – Kiev, 15 aprile 1132), fu principe di Novgorod (1088–1117), principe di Perejaslavl (1117–1125) e gran principe di Kiev (1125–1132).
Mstislav I è rimasto famoso per le sue imprese belliche tra le quali la conquista del Principato di Polack e l'occupazione della Lituania.

## Biografia
Mstislav era il figlio di Vladimiro II di Kiev, e della sua prima moglie, Gytha del Wessex, figlia di Harold II di Inghilterra. È raffigurato in modo prominente nelle Saghe norrene sotto il nome di Harald, per alludere a suo nonno. Il suo nome di battesimo era Teodoro.

## Regno
Come futuro successore di suo padre, regnò a Novgorod (1088-1093) e a Rostov (1095-1117). Successivamente fu con il Monomaco consignore di Bilhorod-Kyïvs'kyj e ha ereditato il trono di Kiev dopo la sua morte. Costruì numerose chiese a Novgorod, di cui sopravvivono ancora oggi la Cattedrale di San Nicola (1113) e la cattedrale del chiostro di Sant'Antonio (1117). Più tardi, avrebbe anche eretto importanti chiese a Kiev, in particolare il sepolcro della sua famiglia a Berestovo e la chiesa di Nostra Signora a Podil.
La vita di Mstislav fu trascorsa in costante guerra con Cumani (1093, 1107, 1111, 1129), estoni (1111, 1113, 1116, 1130), lituani (1131) e il principato di Polack (1127, 1129). Nel 1096, sconfisse suo zio Oleg di Černihiv sul fiume Kolokša, gettando così le basi per i secoli di inimicizia tra i suoi discendenti e quelli di Oleg. Mstislav fu l'ultimo sovrano del Rus' di Kiev.

## Matrimoni

### Primo matrimonio
Nel 1095, Mstislav sposò la principessa Cristina Ingesdotter (?-18 gennaio 1122), figlia del re Inge I di Svezia. Ebbero dieci figli:
- Ingeborg Mstislavna (1100-1137), sposò Canuto Lavard;
- Malmfreda Mstislavna (1095/1102-1137), sposò in prime nozze Sigurd I di Norvegia e in seconde nozze Eric II di Danimarca;
- Vsevolod (1103–11 febbraio 1138);
- Jevpraksija Mstislavna (?-16 novembre 1131), sposò Alessio Comneno;
- Rostislav I di Kiev (1107-14 marzo, 1167);
- Marija Mstislavna (1110/1113-1179/1181), sposò Vsevolod II di Kiev;
- Izjaslav II di Kiev (?-13 novembre 1154);
- Svjatopolk di Pskov (1114/1118-20 febbraio 1154);
- Rogneda, sposò Jaroslav di Volinia;
- Xenia, sposò Brjačislav di Izjaslavl.

### Secondo matrimonio
Nel 1123 sposò Ljubava Dmitrievna, figlia di Dmitrij Zavidič. Ebbero tre figli:
- Jaropolk Mstislavič (1123-1149);
- Efrosin'ja Mstislavna (1130-1193), sposò Geza II d'Ungheria;
- Vladimiro III Mstislavič (1132-1171).

## Ascendenza
|                         |                   |                        | Genitori              |  |  | Nonni |  |  | Bisnonni           |  |  | Trisnonni          |  |
|                         |                   |                        |                       |  |  |       |  |  | Jaroslav I di Kiev |  |  | Vladimir I di Kiev |  |
|                         |                   |                        |                       |  |  |       |  |  | Jaroslav I di Kiev |  |  | Vladimir I di Kiev |  |
|                         |                   | Rogneda di Polack      |                       |  |  |       |  |  | Jaroslav I di Kiev |  |  |                    |  |
| Vsevolod di Kiev        |                   |                        |                       |  |  |       |  |  | Jaroslav I di Kiev |  |  |                    |  |
|                         |                   | Ingegerd Olofsdotter   | Olof III di Svezia    |  |  |       |  |  |                    |  |  |                    |  |
|                         |                   | Ingegerd Olofsdotter   | Olof III di Svezia    |  |  |       |  |  |                    |  |  |                    |  |
|                         |                   | Ingegerd Olofsdotter   | Estrid degli Obotriti |  |  |       |  |  |                    |  |  |                    |  |
| Vladimiro II di Kiev    |                   | Ingegerd Olofsdotter   |                       |  |  |       |  |  |                    |  |  |                    |  |
|                         |                   | Costantino IX Monomaco | Teodosio Monomaco     |  |  |       |  |  |                    |  |  |                    |  |
|                         |                   | Costantino IX Monomaco | Teodosio Monomaco     |  |  |       |  |  |                    |  |  |                    |  |
|                         |                   | Costantino IX Monomaco | …                     |  |  |       |  |  |                    |  |  |                    |  |
| Anastasia di Bisanzio   |                   | Costantino IX Monomaco |                       |  |  |       |  |  |                    |  |  |                    |  |
|                         |                   | …                      | …                     |  |  |       |  |  |                    |  |  |                    |  |
|                         |                   | …                      | …                     |  |  |       |  |  |                    |  |  |                    |  |
|                         |                   | …                      | …                     |  |  |       |  |  |                    |  |  |                    |  |
| Mstislav I di Kiev      |                   | …                      |                       |  |  |       |  |  |                    |  |  |                    |  |
|                         | Godwin del Wessex | Wulfnoth Cild          |                       |  |  |       |  |  |                    |  |  |                    |  |
|                         | Godwin del Wessex | Wulfnoth Cild          |                       |  |  |       |  |  |                    |  |  |                    |  |
|                         | Godwin del Wessex | …                      |                       |  |  |       |  |  |                    |  |  |                    |  |
| Aroldo II d'Inghilterra | Godwin del Wessex |                        |                       |  |  |       |  |  |                    |  |  |                    |  |
|                         |                   | Gytha Thorkelsdóttir   | Thorgils Sprakalägg   |  |  |       |  |  |                    |  |  |                    |  |
|                         |                   | Gytha Thorkelsdóttir   | Thorgils Sprakalägg   |  |  |       |  |  |                    |  |  |                    |  |
|                         |                   | Gytha Thorkelsdóttir   | …                     |  |  |       |  |  |                    |  |  |                    |  |
| Gytha del Wessex        |                   | Gytha Thorkelsdóttir   |                       |  |  |       |  |  |                    |  |  |                    |  |
|                         |                   | …                      | …                     |  |  |       |  |  |                    |  |  |                    |  |
|                         |                   | …                      | …                     |  |  |       |  |  |                    |  |  |                    |  |
|                         |                   | …                      | …                     |  |  |       |  |  |                    |  |  |                    |  |
| Ealdgyth Swan-neck      |                   | …                      |                       |  |  |       |  |  |                    |  |  |                    |  |
|                         |                   | …                      | …                     |  |  |       |  |  |                    |  |  |                    |  |
|                         |                   | …                      | …                     |  |  |       |  |  |                    |  |  |                    |  |
|                         |                   | …                      | …                     |  |  |       |  |  |                    |  |  |                    |  |
|                         |                   | …                      |                       |  |  |       |  |  |                    |  |  |                    |  |